# Округ Потавотоми (Оклахома)
Округ Потавотоми (енгл. Pottawatomie County) је округ у америчкој савезној држави Оклахома.

## Демографија
По попису из 2010. године број становника је 69.442, што је 3.921 (6,0%) становника више него 2000. године.
| Група             | 2000.          | 2010.          |
| Белци             | 51.625 (78,8%) | 51.642 (74,4%) |
| Афроамериканци    | 1.893 (2,9%)   | 2.014 (2,9%)   |
| Азијати           | 395 (0,6%)     | 385 (0,6%)     |
| Хиспаноамериканци | 1.544 (2,4%)   | 2.878 (4,1%)   |
| Укупно            | 65.521         | 69.442         |